# Фоккендорф
Фоккендорф (нім. Fockendorf) — громада в Німеччині, розташована в землі Тюрингія. Входить до складу району Альтенбургер-Ланд. Складова частина об'єднання громад Пляйсенауе.
Площа — 8,83 км2. Населення становить 779 ос. (станом на 31 грудня 2021).

## Галерея

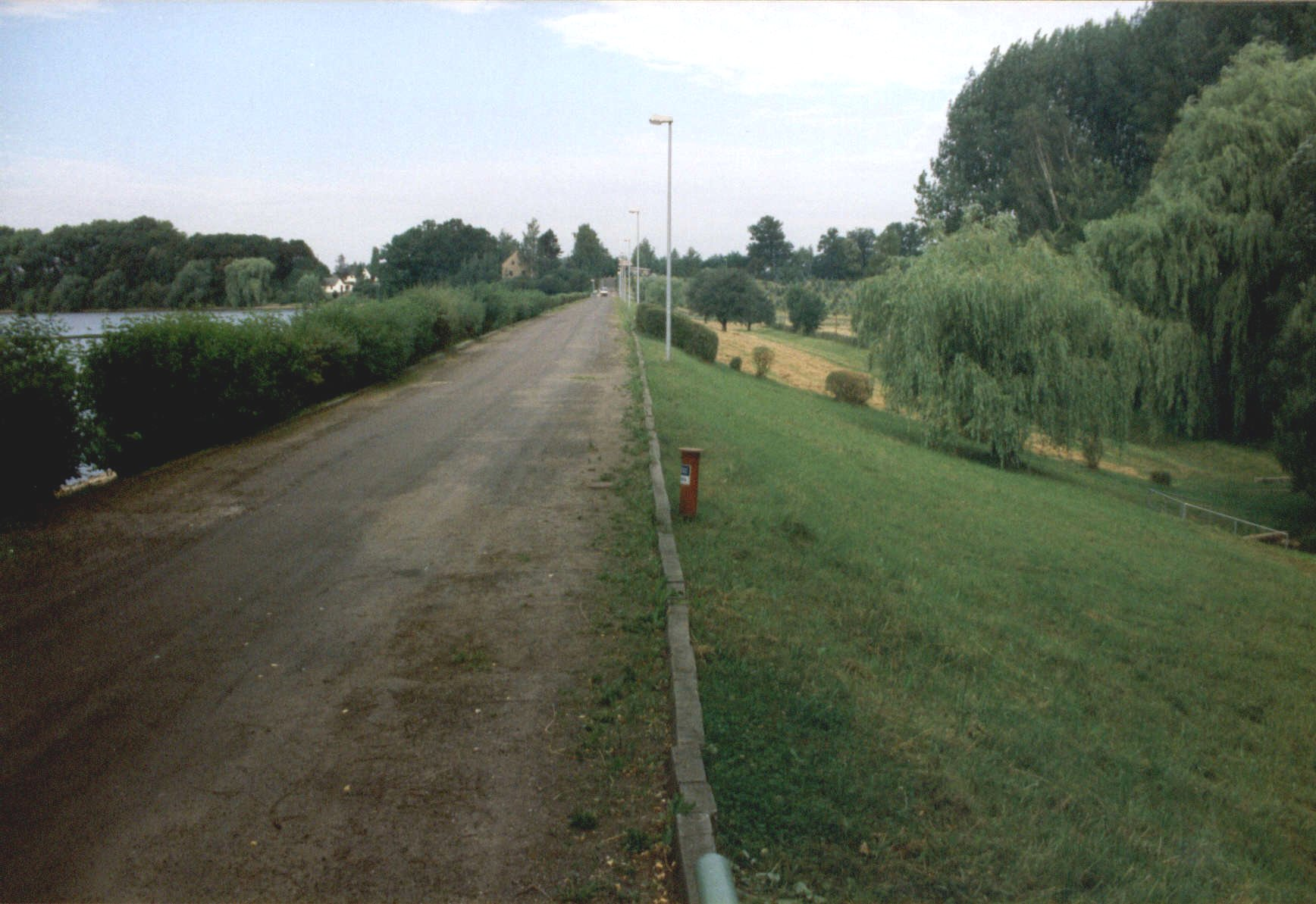
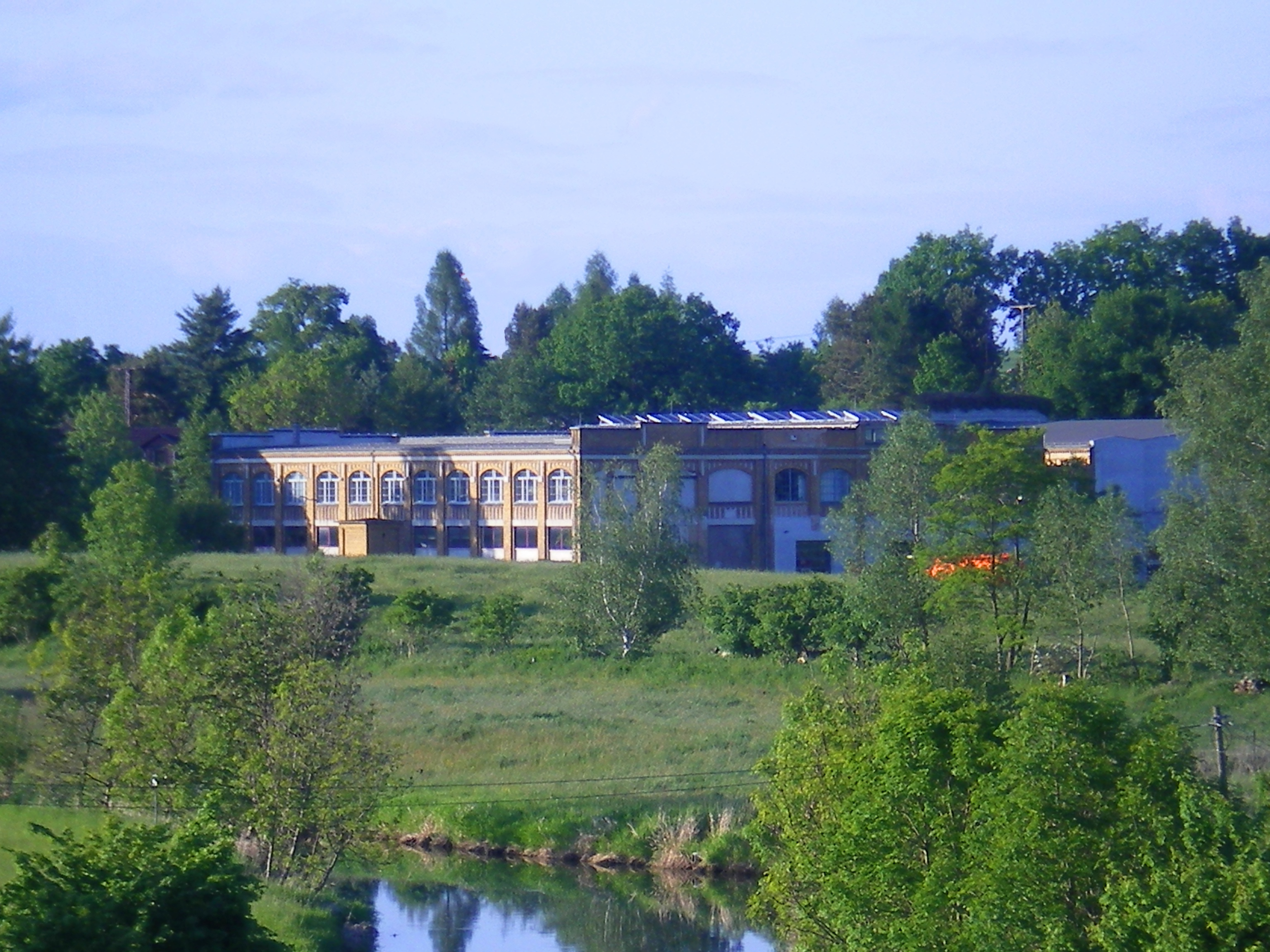